# Николо-Задубровье
Нико́ло-Задубро́вье — деревня в Михайловском сельском округе Волжского сельского поселения Рыбинского района Ярославской области .
Деревня расположена с северо-восточной стороны автомобильной дороги, идущей от центра сельского округа Михайловского на Александрову Пустынь, между деревнями Котлово (в сторону Михайловского) и близко расположенной деревней Подсосенье (в сторону Александровой Пустыни). Деревня расположена непосредственно на левом берегу реки Иоды, к юго-западу от неё, на  другой стороне автомобильной дороги стоит деревня Якшино. К западу от Якшино обширный лесной заболоченный массив, разделяющий долины реки Черёмухи и её притока Иода, часть этого массива занята Чудиновским болотом. На противоположном берегу Иоды напротив Николо-Задубровья на небольшом удалении от берега и возвышении стоят две близко расположенные деревни Горки и Софроново .
В селе Никольском, что в Задубровье в 1784 году была воздвигнута церковь с двумя престолами: Введения во храм Пресвятыя Богородицы и Святителя и Чудотворца Николая. 
Почтовое отделение, находящееся в деревне Семенники, обслуживает в Николо-Задубровье 1 дом .

## Население
| 1859 | 2002 | 2007 | 2010 |
| ---- | ---- | ---- | ---- |
| 17   | ↘0   | →0   | →0   |

На 1 января 2007 года в деревне не числилось постоянных жителей . 